# الکساندر مدود
الکساندر مدود (اوکراینی: Олександр Анатолійович Медведь؛ زادهٔ ۱۳ سپتامبر ۱۹۹۶) بازیکن فوتبال اهل اوکراین است.
وی همچنین در تیم‌های ملی فوتبال Ukraine national under-16 football team, Ukraine national under-17 football team، و Ukraine national under-18 football team بازی کرده‌است.